# Mindarus pinicolus
Mindarus pinicolus är en insektsart. Mindarus pinicolus ingår i släktet Mindarus och familjen långrörsbladlöss. Inga underarter finns listade i Catalogue of Life.